# Шер (Лоара)
Шер (фр. Cher) је река у централној Француској. Има дужину од 367 km и слив који покрива 13.920 km². Извире у области Централног масива у јужној Француској, на надморској висини од 715 метара. Улива се у Лоару близу Тура. 

### Департмани и градови
Шер протиче кроз више француских депармана. То су департмани: 
- Крез
- Пиј де Дом
- Алије
- Шер
- Лоар и Шер
- Ендр
- Ендр и Лоара